# Вуглець-11
Вуглець-11, позначається 11C, це ізотоп вуглецю, масове число якого дорівнює 11: його атомне ядро має 6 протонів і 5 нейтронів, атомну масу 11,0114326 а.о.м та спін 3/2-. Характеризується надлишком маси 10 649,4 кеВ і енергією зв'язку ядра на нуклон 6676,45 кеВ. Це радіоізотоп, який перетворюється на бор-11  шляхом β+-розпаду або захоплення електронів у 0,19–0,23 % випадків:
11C ⟶ 11B + e+ + νe + 0,96 МеВ ;
11C + e− ⟶ 11B + e+ + 1,98 МеВ.
Його отримують дією протонів у циклотроні на азот за реакцією:
14N + 1H ⟶ 11C + 4He.
Вуглець-11 зазвичай використовується як радіоіндикатор у позитронно-емісійній томографії. Він присутній, наприклад, у радіолігандах, таких як 11C-WAY-100635, 11C-ketanserin, 11C-DASB для транспортера серотоніну, 11C-флумазеніл для рецепторів ГАМКA або 11C-раклоприд для рецептора допаміну D2.